# Tove Smidth
Tove Smidth (født 7. januar 1923) er en dansk journalist og politiker, der fra 1974 til 1983 var borgmester i Gladsaxe Kommune valgt for Socialdemokratiet.
Smidth blev valgt ind i kommunalbestyrelsen i Gladsaxe ved valget i 1966. I 1973 blev hun valgt som Socialdemokratiets borgmesterkandidat efter, at den siddende borgmester, Erhard Jakobsen, brød med partiet og i stedet dannede midterpartiet Centrum-Demokraterne. Ved valget det følgende år blev hun valgt til borgmester. I 1983 gav hun posten videre til partifællen Ole Andersen.